# Cacostatia saphira
Cacostatia saphira là một loài bướm đêm thuộc phân họ Arctiinae, họ Erebidae.